# Fondo dello stomaco
Nell'anatomia umana lo stomaco può essere idealmente diviso in più parti, la parte superiore viene definita "fondo" (il fondo dello stomaco)

## Anatomia
Si tratta della porzione più alta dello stomaco, situata appena sopra a destra al piano passante per l'incisura cardiale e al collare di Helvetius, sopra al corpo dello stomaco. Sopra ad esso si trova il diaframma a cui, grazie alla sua forma a cupola, si adatta bene alla sua concavità.

## Aspetti radiologici
Corrisponde radiologicamente alla bolla gastrica, a quella parte dello stomaco piena d'aria e che per tale caratteristica non riesce ad essere raggiunta dal contrasto radiologico risultando radiotrasparente.

## Proiezioni
La sua proiezione sulla parete toracica prende il nome di Spazio semilunare di Traube delimitato come segue:
- Parte inferiore: margine della 9ª cartilagine costale e dal processo xifoideo dello sterno;
- Parte superiore: 5ª-6ª costa,
- Parte laterale:  da una linea tesa tra la 5ª e la 9ª costa, appena qualche centimetro a sinistra dell'emiclaveare

## Funzioni
La sua funzione è l'immagazzinaggio del cibo non digerito, le sostanze possono rimanervi più di 1 ora. La funzione della bolla gastrica è quella di impedire il reflusso del contenuto gastrico nell'esofago.